# Снежана Адамческа
Снежана Адамческа (на македонска литературна норма: Снежана Адамческа) е педагожка от Северна Македония.

## Биография
Родена е като Снежана Миркова на 8 май 1950 година в Царево село. В 1973 година завършва Философския факултет на Скопския университет. В 1983 година защитава магистратура в същия факултет, а в 1988 година и докторат. Занимава се с дидактично-методичната проблематика, и по-конкретно иновативните техники и методи на преподаване. Авторка е на над 80 научни трудове на няколко учебници за основно образование. Била е продекан и временно изпълняващ длъжността декан на Философския факултет в Скопие и член на Сената на Университета.